# Глубокое Плотичное
Глубокое Плотичное — озеро на территории Малиновараккского сельского поселения Лоухского района Республики Карелии.

## Общие сведения
Площадь озера — 1,3 км². Располагается на высоте 33,4 метров над уровнем моря.
Форма озера лопастная, продолговатая: оно вытянуто с запада на восток. Берега изрезанные, каменисто-песчаные, местами заболоченные.
Из залива на западной стороне озера вытекает безымянный водоток, который, протекая через озеро Плотичное, впадает в Верхнее Пулонгское озеро, из которого берёт начало река Пулонга, впадающая в Кандалакшский залив Белого моря.
В озере не менее десятка небольших безымянных островов, однако их количество может варьироваться в зависимости от уровня воды.
К западу от озера проходит лесная дорога.
Код объекта в государственном водном реестре — 02020000711102000002019.